# Enea Bastianini

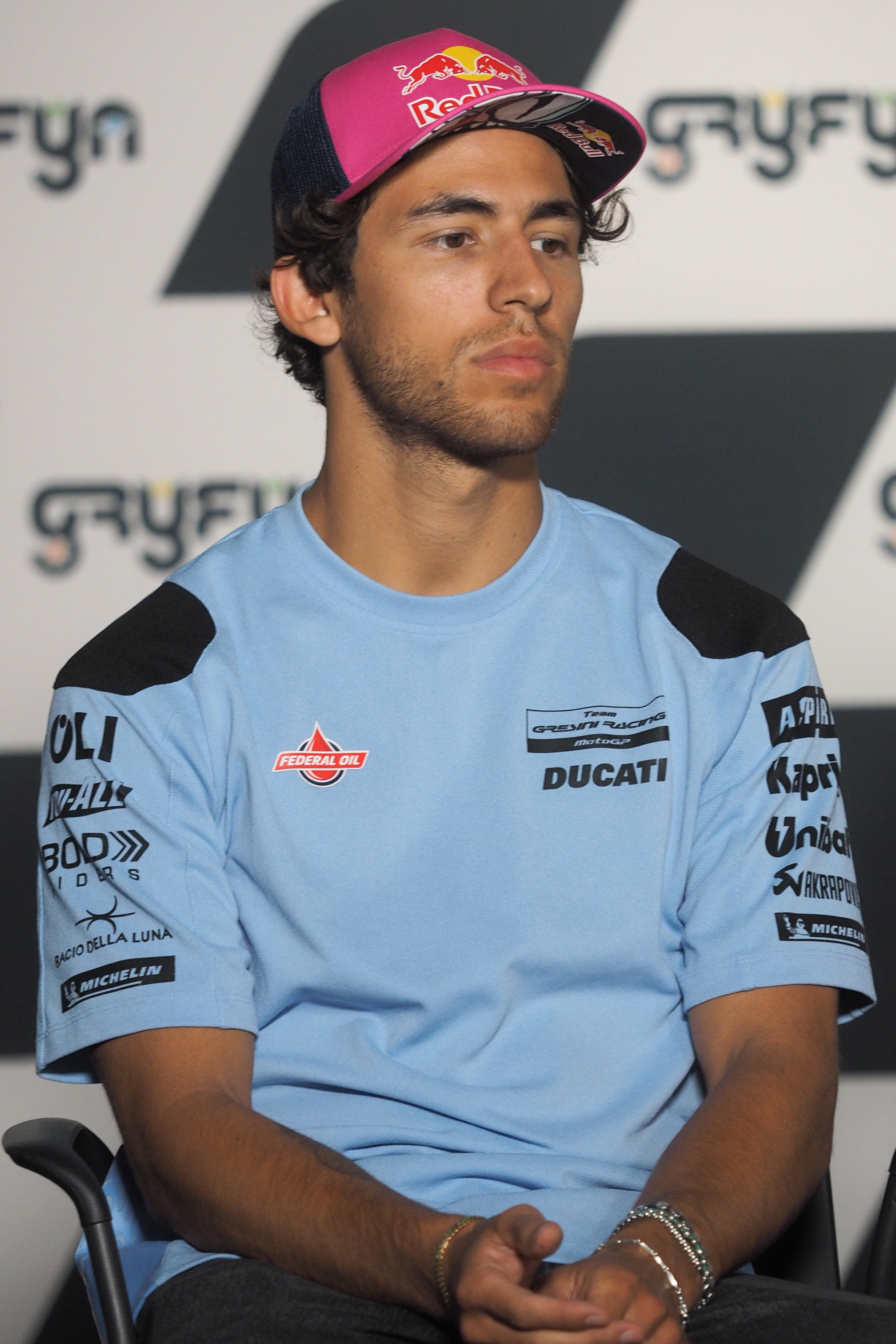
Enea Bastianini in 2022.

Enea Bastianini (Rimini, 30 december 1997) is een Italiaans motorcoureur. In 2020 werd hij wereldkampioen in de Moto2-klasse.

## Carrière
Bastianini reed voor het eerst op een minibike op de leeftijd van 3 jaar en 3 maanden, waar hij zijn vaste startnummer 33 aan ontleend heeft. Na zijn carrière in de minibikes had hij veel succes in andere klassen, waaronder de Honda HIRP Trophy 100cc, de MiniGP 70cc Italian Championship en de Honda NSF250R Trophy, waarin hij in 2012 kampioen werd. In 2013 stapte hij over naar de FIM MotoGP Rookies Cup, waarin hij twee overwinningen behaalde en hiermee als vierde in het kampioenschap eindigde. Tevens nam hij dat jaar deel aan vijf races om het Italiaanse Moto3-kampioenschap.
In 2014 maakte Bastianini zijn debuut in het wereldkampioenschap wegrace in de Moto3-klasse op een KTM voor het Junior Team GO&FUN Moto3. In zijn tweede race in Texas behaalde hij zijn eerste punten en in slechts zijn zevende race in Catalonië behaalde hij zijn eerste podiumplaats met een tweede positie achter Álex Márquez. Met nog twee podiumplaatsen in Tsjechië en Groot-Brittannië werd hij negende in het kampioenschap met 127 punten.
In 2015 stapte Bastianini over op een Honda, maar bleef wel voor zijn team Gresini rijden. Na podiumplaatsen in Qatar, Frankrijk, Catalonië, Duitsland en Tsjechië behaalde hij tijdens de Grand Prix van San Marino zijn eerste overwinning, nadat hij de race van pole position was gestart. Met 207 punten werd hij achter Danny Kent en Miguel Oliveira derde in de eindstand.
In 2016 bleef Bastianini actief in de Moto3 op een Honda van Gresini. Hij miste de Grand Prix van Frankrijk vanwege een blessure aan zijn hand, die hij opliep tijdens een training. Gedurende het seizoen behaalde hij podiumplaatsen in Catalonië, Duitsland, Oostenrijk, San Marino en Aragón. In Japan behaalde hij zijn enige overwinning van het seizoen. In Maleisië moest hij wederom de race missen vanwege een blessure aan zijn ruggenwervel die hij opliep tijdens de voorgaande race in Australië. Met 177 punten werd hij achter Brad Binder tweede in het klassement.
In 2017 stapte Bastianini binnen de Moto3 over naar het team Estrella Galicia 0,0, waarvoor hij op een Honda bleef rijden. Vergeleken met zijn voorgaande seizoenen beleefde hij een teleurstellend jaar, waarin hij geen races won en enkel in Groot-Brittannië, Aragón en Maleisië podiumplaatsen behaalde. Met 141 punten zakte hij naar de zesde plaats in het kampioenschap. In 2018 stapte hij over naar het team Leopard Racing, waar hij de Grand Prix van Catalonië wist te winnen. Verder stond hij in Texas, Assen, Oostenrijk, Aragón en Maleisië op het podium. Met 177 punten werd hij vierde in het klassement.
In 2019 maakte Bastianini de overstap naar de Moto2-klasse, waarin hij voor het Italtrans Racing Team op een Kalex uitkwam. Hij kende een goed debuutseizoen waarin hij in Tsjechië een podiumplaats behaalde. Met 97 punten werd hij tiende in het klassement, slechts een positie achter de beste rookie, Fabio Di Giannantonio. In 2020 won hij races in Andalusië, Tsjechië en Emilia-Romagna en stond hij in Qatar, San Marino, Aragón en Teruel ook op het podium. In de laatste race van het seizoen in Portugal wist hij met een vijfde plaats kampioen te worden, waardoor hij genoeg voorsprong opbouwde op zijn concurrenten Luca Marini, Sam Lowes en Marco Bezzecchi.

## Statistieken

### Grand Prix

#### Per seizoen
| Seizoen | Klasse | Motor  | Team                       | Races | Winst | Podiums | Poles | SR | Ptn  | Pos |
| ------- | ------ | ------ | -------------------------- | ----- | ----- | ------- | ----- | -- | ---- | --- |
| 2014    | Moto3  | KTM    | Junior Team GO&FUN Moto3   | 18    | 0     | 3       | 0     | 0  | 127  | 9e  |
| 2015    | Moto3  | Honda  | Gresini Racing Team Moto3  | 18    | 1     | 6       | 4     | 2  | 207  | 3e  |
| 2016    | Moto3  | Honda  | Gresini Racing Team Moto3  | 16    | 1     | 6       | 3     | 0  | 177  | 2e  |
| 2017    | Moto3  | Honda  | Estrella Galicia 0,0       | 18    | 0     | 3       | 1     | 0  | 141  | 6e  |
| 2018    | Moto3  | Honda  | Leopard Racing             | 18    | 1     | 6       | 1     | 1  | 177  | 4e  |
| 2019    | Moto2  | Kalex  | Italtrans Racing Team      | 18    | 0     | 1       | 0     | 0  | 97   | 10e |
| 2020    | Moto2  | Kalex  | Italtrans Racing Team      | 15    | 3     | 7       | 0     | 2  | 205  | 1e  |
| 2021    | MotoGP | Ducati | Avintia Esponsorama Racing | 18    | 0     | 2       | 0     | 1  | 102  | 11e |
| 2022    | MotoGP | Ducati | Gresini Racing MotoGP      | 20    | 4     | 6       | 1     | 3  | 219  | 3e  |
| 2023    | MotoGP | Ducati | Ducati Lenovo Team         | 11    | 1     | 1       | 0     | 2  | 84   | 15e |
| 2024    | MotoGP | Ducati | Ducati Lenovo Team         | 20    | 2     | 9       | 1     | 3  | 386  | 4e  |
| 2025*   | MotoGP | KTM    | Red Bull KTM Tech3         | 12    | 0     | 0       | 0     | 0  | 63   | 14e |
| Totaal  | Totaal | Totaal | Totaal                     | 202   | 13    | 50      | 11    | 14 | 1985 |     |

#### Per klasse
| Klasse | Seizoenen  | 1e GP      | 1e podium       | 1e winst        | Races | Winst | Podiums | Poles | SR | Ptn  | Kampioen |
| ------ | ---------- | ---------- | --------------- | --------------- | ----- | ----- | ------- | ----- | -- | ---- | -------- |
| Moto3  | 2014-2018  | Qatar 2014 | Catalonië 2014  | San Marino 2015 | 88    | 3     | 24      | 9     | 3  | 829  | 0        |
| Moto2  | 2019-2020  | Qatar 2019 | Tsjechië 2019   | Andalusië 2020  | 33    | 3     | 8       | 0     | 2  | 302  | 1        |
| MotoGP | 2021-heden | Qatar 2021 | San Marino 2021 | Qatar 2022      | 81    | 7     | 17      | 2     | 9  | 854  | 0        |
| Totaal | 2014-heden | 2014-heden | 2014-heden      | 2014-heden      | 202   | 13    | 50      | 11    | 14 | 1985 | 1        |

#### Races per jaar
(vetgedrukt betekent pole positie; cursief betekent snelste ronde; 1–9 betekent positie in de sprintrace)
| Jaar | Klasse | Motor  | 1       | 2      | 3      | 4       | 5       | 6       | 7      | 8        | 9       | 10     | 11       | 12       | 13      | 14      | 15       | 16      | 17     | 18      | 19     | 20      | 21  | 22  | Pos | Ptn |
| ---- | ------ | ------ | ------- | ------ | ------ | ------- | ------- | ------- | ------ | -------- | ------- | ------ | -------- | -------- | ------- | ------- | -------- | ------- | ------ | ------- | ------ | ------- | --- | --- | --- | --- |
| 2014 | Moto3  | KTM    | QAT 16  | AME 13 | ARG 10 | SPA 9   | FRA 7   | ITA DNF | CAT 2  | NED DNF  | DUI 15  | INP 11 | TSJ 2    | GBR 3    | SMR 5   | ARA 6   | JPN 8    | AUS DNF | MAL 10 | VAL 11  |        |         |     |     | 9   | 127 |
| 2015 | Moto3  | Honda  | QAT 2   | AME 4  | ARG 9  | SPA 9   | FRA 2   | ITA 5   | CAT 2  | NED 6    | DUI 3   | INP 6  | TSJ 2    | GBR DNF  | SMR 1   | ARA DNF | JPN 7    | AUS DNF | MAL 8  | VAL 5   |        |         |     |     | 3   | 207 |
| 2016 | Moto3  | Honda  | QAT 5   | ARG 17 | AME 6  | SPA 8   | FRA     | ITA 12  | CAT 3  | NED DNF  | DUI 3   | OOS 3  | TSJ 4    | GBR 7    | SMR 2   | ARA 3   | JPN 1    | AUS DNF | MAL    | VAL 4   |        |         |     |     | 2   | 177 |
| 2017 | Moto3  | Honda  | QAT 16  | ARG 27 | AME 4  | SPA 8   | FRA 6   | ITA 11  | CAT 4  | NED DNF  | DUI 6   | TSJ 17 | OOS 10   | GBR 2    | SMR 14  | ARA 3   | JPN 16   | AUS 5   | MAL 3  | VAL 5   |        |         |     |     | 6   | 141 |
| 2018 | Moto3  | Honda  | QAT DNF | ARG 4  | AME 2  | SPA DNF | FRA DNF | ITA 6   | CAT 1  | NED 3    | DUI DNF | TSJ 4  | OOS 2    | GBR C    | SMR DNF | ARA 3   | THA DNF  | JPN 7   | AUS 8  | MAL 3   | VAL 5  |         |     |     | 4   | 177 |
| 2019 | Moto2  | Kalex  | QAT 9   | ARG 9  | AME 9  | SPA 11  | FRA 7   | ITA 6   | CAT 5  | NED DNF  | DUI 14  | TSJ 3  | OOS DNF  | GBR DNS  | SMR 9   | ARA 24  | THA 11   | JPN 7   | AUS 17 | MAL 24  | VAL 14 |         |     |     | 10  | 97  |
| 2020 | Moto2  | Kalex  | QAT 3   | SPA 9  | AND 1  | TSJ 1   | OOS DNF | STI 10  | SMR 3  | EMI 1    | CAT 6   | FRA 11 | ARA 2    | TER 3    | EUR 4   | VAL 6   | POR 5    |         |        |         |        |         |     |     | 1   | 205 |
| 2021 | MotoGP | Ducati | QAT 10  | DOH 11 | POR 9  | SPA DNF | FRA 14  | ITA DNF | CAT 10 | DUI 16   | NED 15  | STI 12 | OOS DNF  | GBR 12   | ARA 6   | SMR 3   | AME 6    | EMI 3   | ALG 9  | VAL 8   |        |         |     |     | 11  | 102 |
| 2022 | MotoGP | Ducati | QAT 1   | INA 11 | ARG 10 | AME 1   | POR DNF | SPA 8   | FRA 1  | ITA DNF  | CAT DNF | DUI 10 | NED 11   | GBR 4    | OOS DNF | SMR 2   | ARA 1    | JPN 9   | THA 6  | AUS 5   | MAL 2  | VAL 8   |     |     | 3   | 219 |
| 2023 | MotoGP | Ducati | POR DNS | ARG    | AME    | SPA DNS | FRA     | ITA 9   | DUI 8  | NED DNF8 | GBR DNF | OOS 10 | CAT DNS9 | SMR      | IND     | JPN     | INA 87   | AUS 10  | THA 13 | MAL 14  | QAT 8  | VAL DNF |     |     | 15  | 84  |
| 2024 | MotoGP | Ducati | QAT 56  | POR 26 | AME 36 | SPA 5   | FRA 4   | CAT 185 | ITA 2  | NED 34   | DUI 4   | GBR 1  | OOS 34   | ARA 57   | SMR 34  | EMI 13  | INA DNF2 | JPN 42  | AUS 53 | THA 141 | MAL 3  | SOL 72  |     |     | 4   | 368 |
| 2025 | MotoGP | KTM    | THA 9   | ARG 17 | AME 7  | QAT 11  | SPA 9   | FRA 13  | GBR 17 | ARA 12   | ITA DNF | NED 9  | DUI WD   | TSJ DNF3 | OOS 57  | HON     | CAT      | SMR     | JPN    | INA     | AUS    | MAL     | POR | VAL | 14* | 63* |

* Seizoen nog bezig.